# Julian (kejser)
Julian den Frafaldne (græsk Apostata, egl. Flavius Claudius Julianus) (født i Konstantinopel i 331 eller mere sandsynligt 332  - død 26. juni 363) var romersk kejser 361-363, og den sidste åbne ikke-kristne kejser på den romerske trone.

## Baggrund
Julian var søn af Julius Constantius (romersk konsul i 335 og halvbror af kejser Konstantin den Store) og dennes anden kone Basilina, som var af græsk herkomst. Begge Julians forældre var kristne. Hans fars forældre var kejser Constantius Chlorus, den eneste hedenske byzantinske kejser, og dennes anden kone, Flavia Maximiana Theodora. Hans mormors navn er ukendt; men hans morfar hed Julius Julianus og var prætorianerpræfekt i øst under kejser Licinius fra 315 til 324.
Som nevø af Konstantin den Store overlevede Julian som dreng blodbadet, efter at hans fætter Constantius 2. i 337 dræbte hans far og derved kom til magten. Julians mor var allerede død, og drengen blev opdraget af en græsk familieslave, eunukken Mardonius. Først boede han i Nikomedia, men efter at være bortvist fra hoffet, opholdt han sig for det meste på et kejserligt gods ved Cæsarea. Her blev han en ivrig kristen, og ønskede at blive præst. Men i Pergamon, Efesos og Athen fik han kendskab til græsk filosofi og mystik, og trukket i retning af nyplatonismen fik han gradvis følelsen af, at kristen teologi nærmest kun bestod af to ting - at skræmme onde ånder væk og gøre korsets tegn. Han fik også kendskab til drabene i familien, som kirken aldrig havde straffet Constantius for, skønt han var kristen. Gregor fra Nazianz beskyldte Julian for at være utaknemlig mod Gud og kejser, fordi de under blodbadet havde skånet ham "mod al forventning". 
Overvåget af fætterens spioner, blev han i 354 udnævnt til underkejser i Gallien i mangel af andre, og overraskede ved at vise glimrende evner som hærfører og administrator. Da Constantius i 361 ønskede hans hær beskåret med henblik på et felttog mod perserne, gjorde han oprør – efter sigende presset af soldaterne – men blev kejser uden kamp samme år, da fætteren døde.